# Poor Butterfly
Poor Butterfly ist der Titel eines Foxtrott-Schlagers des amerikanischen Schriftstellers und Komponisten Raymond Hubbell mit einem Text von John L. Golden, der 1916 im Musikverlag von T. B. Harms Inc. in New York erschien. Für Europa übernahmen Francis, Day & Hunter, N. Y., den Vertrieb.

## Hintergrund
Das Lied wurde angeregt durch Giacomo Puccinis 1904 erstaufgeführte Oper Madama Butterfly, aus welcher darin auch ein kurzes Stück, das Duett Tutti i fior aus dem zweiten Akt, zitiert wird. Es war Bestandteil des Broadway-Spektakels The Big Show, das im August 1916 im New Yorker Hippodrome Theatre Premiere feierte. Darin sang es bei der Erstaufführung die Japanerin Haru Onuki, dann aber nach kurzer Zeit die Sopranistin Sophie Bernard auf der Bühne.
Auf der Grammophonplatte war das Lied 1917 durch die Aufnahmen der Altistin Elsie Baker, welche es unter dem Künstlernamen Edna Brown sang, der Sopranistin Anna Howard, und der Victor Military Band populär geworden.
Bakers Aufnahme wurde am 15. Dezember 1916 gemacht und auf dem Victor-label unter der Nummer 18211 veröffentlicht.
Anna Howard sang es ebenfalls am 15. Dezember 1916 auf Victor 18211-A.
Die Victor-Militärkapelle spielte ihre auf dem Plattenetikett (Label) als „For Dancing“ klassifizierte Fassung im Rahmen eines Potpourris mit „New York Hippodrome Hits“ am 29. November 1916 in den Trichter. Dieses wurde unter der Nummer 35605 publiziert.
Zum Tanzen spielte es auch der Geiger und Bandleader Joseph Cyrus Smith mit seiner Kapelle bei Victor ein (Bestell-Nr. 18246-A).
Bei der Konkurrenzfirma Columbia nahm die Sopranistin Katherine Clark den Titel im November 1916 auf; er wurde unter der Nummer A 2167 publiziert.
Hier spielte ihn im Dezember 1916 auch (Charles Adams) Prince’s Orchestra (auch als „Prince’s Band“ bekannt) als Orchesterstück auf die Columbia-Platte No. A 5930.
Vielleicht von ein wenig geringerer Popularität, jedoch zu ihrer Zeit noch immer geachtet, war die Aufnahme, die Elizabeth Spencer bei Thomas Alva Edison machte. Sie wurde als Edison Diamond Disc (Katalog-Nummer 50386) und auch noch als Amberol-Cylinder (Katalog-Nummer 3039) herausgebracht.
Der Geigenvirtuose Fritz Kreisler schließlich nahm das Lied in einem Arrangement für Violine und Orchester am 1. März 1917 bei Victor auf (Katalog-Nummer 64555).
Zwei Jahre später erschien auf das Lied eine Art Antwort-Schlager von M. K. Jerome, der den Titel Poor little Butterfly is a Fly Gal now bekam. Sam M. Lewis und Joe Young schrieben den Gesangstext dazu. Auch dieses Foxtrottlied, das in New York bei Waterson, Berlin & Snyder herauskam, wurde wiederum in der Broadway-Aufführung The Big Show von 1919 eingesetzt.
Die Melodie wurde zu einem Jazzstandard, den zahlreiche bekannte Jazzmusiker wie Red Nichols Paul Whiteman und Benny Goodman, Art Tatum, Erroll Garner und Oscar Peterson, aber auch Lee Morse, Sarah Vaughn und Frank Sinatra, aufgriffen und einspielten.
In den 1950er Jahren hatte die US-amerikanische Popmusik-Gesangsgruppe The Hilltoppers noch einmal einen Erfolg mit dem Lied, das sie bei der Plattenfirma Dot Records (Katalog.-Nr. 15156) aufnahm. Ihr Pianist war der später als Bandleader mit seinem typischen Orchesterklang bekannt gewordene Billy Vaughn.